# S5.92

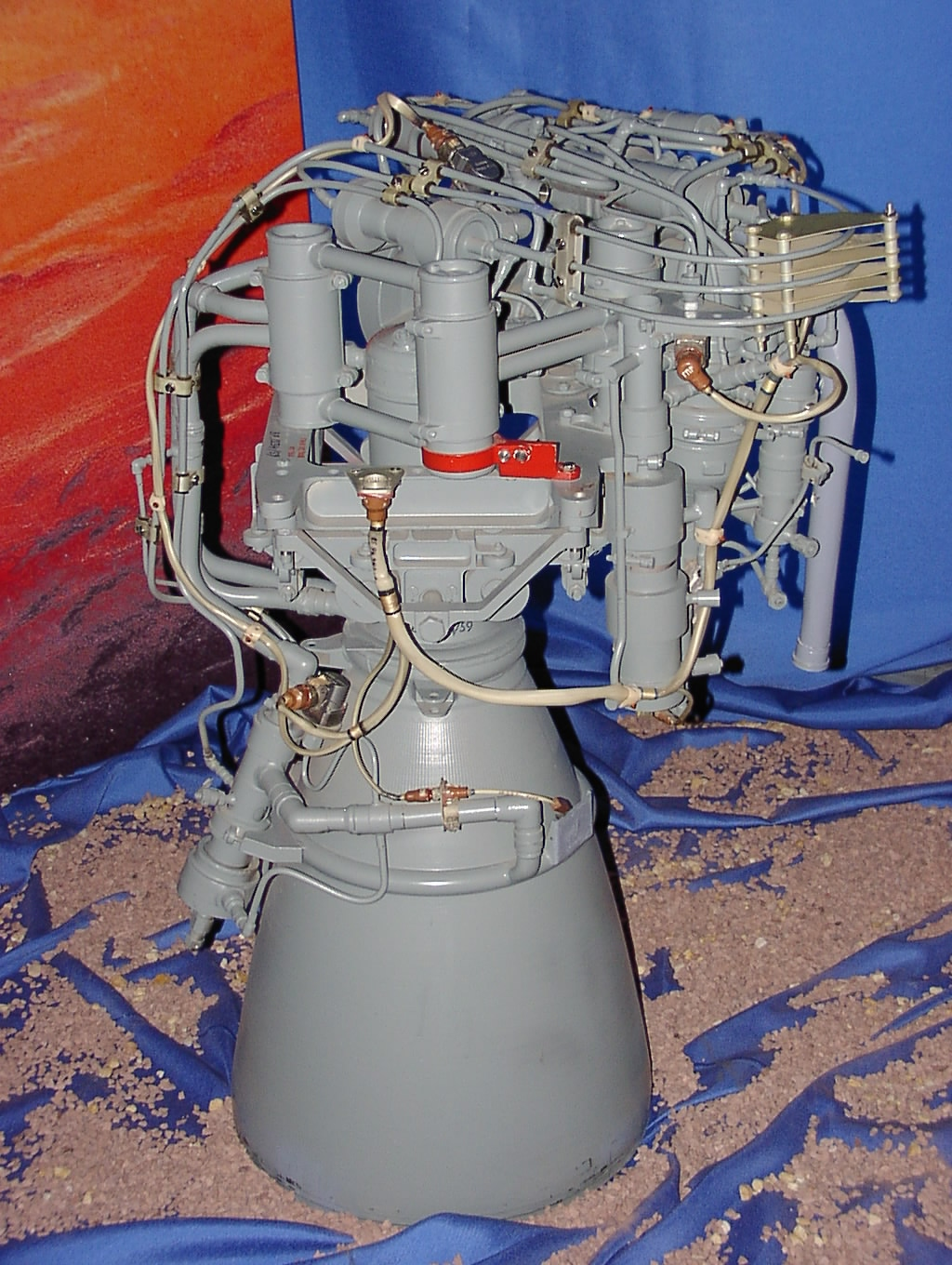
Um modelo do motor S5.92.

O S5.92 é um motor de foguete a combustível líquido queimando uma mistura hipergólica de UDMH e tetróxido de nitrogênio (N2O4) num ciclo de geração de gás.
Ele possui duas configurações de aceleração: a mais alta produz 19,6 kN de empuxo, um impulso específico de 327 segundos e um transiente de ignição de 3 segundos; a mais baixa, produz 13,73 kN de empuxo, um impulso especíco de 316 segundos e um transiente de ignição de 2,5 segundos. Ele está certificado para 50 ignições, e até 300 dias entre uma e outra.
Ele foi originalmente projetado no famoso Bureau de Projetos e Engenharia Química - A.M. Isayev, para as duas espaçonaves do Programa Phobos. Enquanto as missões para Marte fracassavam, o fabricante da espaçonave, NPO Lavochkin, encontrou um nicho de mercado para aquela tecnoligia. Eles adaptaram o motor para ser usado no Fregat (estágio superior) dos foguetes Soyuz and Zenit.